# Bătălia de pe Câmpiile Catalaunice
Bătălia de pe Câmpiile Catalaunice sau bătălia de la Chalons a avut loc la 20 iunie 451, pe teritoriul actualei Franțe, și a fost ultima mare bătălie a antichității, precum și una dintre cele mai sângeroase bătălii din istorie.
O coaliție sub comanda generalului roman Flavius Aetius și a regelui vizigot Theodoric I a învins o armată condusă de regele hun Attila, marcând sfârșitul dominației militare hunice în Europa.

## Preludiu
În anii 450, controlul roman asupra Galiei era slăbit, ca de altfel și controlul asupra tuturor provinciilor din afara Italiei. Armorica celtică era parte din Imperiu doar cu numele. Triburile germanice care prădau teritoriile din jurul imperiului roman au fost pacificate și serveau ca vasali. Partea nordică a Galiei, între fluviile Rin și Marna, a fost abandonată neoficial în favoarea francilor. Vizigoții din Galia Aquitania erau din ce în ce mai agitați. Burgunzii de lângă Alpi erau mai docili, dar și ei așteptau pretextul pentru o revoltă. Singurele zone aflate sub controlul strict al Romei erau coasta mediteraneană, o fâșie pornind de la Aurelianum (orașul Orléans de astăzi) în susul Loirei și una în josul Ronului.

Traseul forțelor lui Attila în invazia Galiei, indicând orașele importante cucerite sau amenințate de huni și trupele aliate

Istoricul Jordanes spune că Attila a fost momit de regele vandalilor, Gaiseric, să-i atace pe vizigoți. În același timp Gaiseric a încercat să semene vrajbă între vizigoți și Imperiul Roman de Apus (Getica 36.184-6). Câțiva autori contemporani oferă un motiv diferit: Honoria, dificila soră a împăratului Valentinian al III-lea, era căsătorită de câțiva ani cu senatorul Herculanus, loial Romei. Acest mariaj aranjat a ținut-o într-un arest la domiciliu. În 450 ea a trimis un mesaj regelui hunilor, cerându-i ajutorul pentru a scăpa de căsătorie. Attila a interpretat asta ca pe o cerere în căsătorie. El a cerut ca Honoria să-i fie trimisă, împreună cu jumătate din domeniul lui Valentinian ca zestre. Valentinian a respins aceste cereri, iar Attila a folosit acest fapt ca pretext pentru a lansa o campanie de pedepsire în Galia.
Attila cu armata sa și un număr mare de aliați au trecut Rinul la începutul anului 451, cucerind Divodurum Mediomatricorum (în prezent orașul Metz) la 7 aprilie. Alte orașe atacate se pot determina din detaliile referitoare la viețile episcopilor locali: Nicasius din Rheims a fost ucis în fața altarului bisericii sale; se spune că Servatus a reușit să salveze orașul Tongeren cu rugăciunile sale, iar Genevieve a salvat Parisul.
Armata lui Attila a ajuns la Aurelianum în iunie. Acest oraș fortificat păzea un punct important de trecere peste Loara. Potrivit lui Jordanes, regele alan Sangiban, al cărui teritoriu ca vasal includea și Aurelianum, a promis că va deschide porțile orașului (Getica 36.194f); acest asediu este confirmat de cronicile lui Gregoire din Tours (Historia Francorum 2.7), deși numele lui Sangiban nu este menționat. În ciuda promisiunilor lui Sangiban, populația orașului a închis porțile în fața invadatorilor. Attila a început asediul cetății, așteptând ca Sangiban să-și îndeplinească promisiunea.

## Bătălia

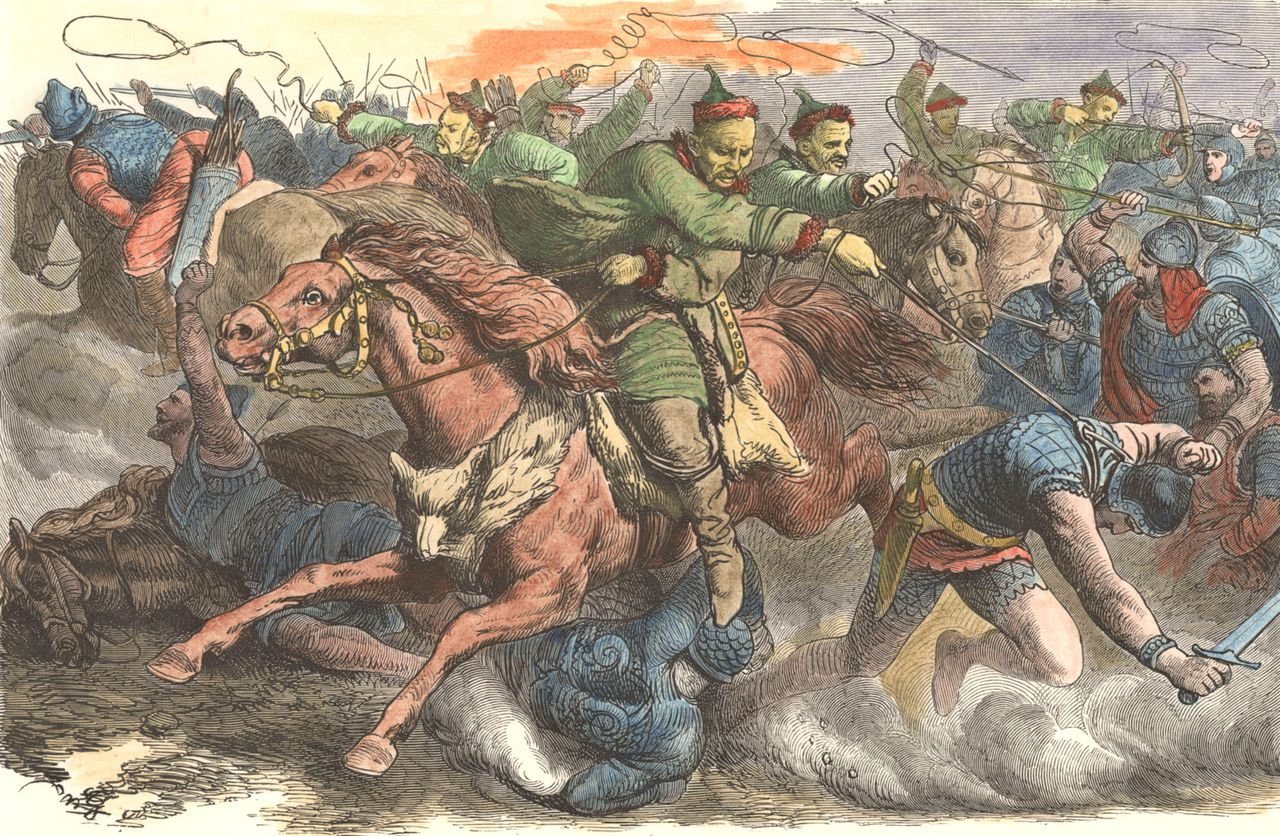

### Forțele
Ambele armate erau formate din combatanți aparținând mai multor popoare. Pe lângă trupele romane, Iordanes enumeră aliații lui Aetius: vizigoții, francii, amoricienii, liticienii, burgunzii, saxonii, libronii și alte triburi celtice și germanice.                
Aliații lui Attila includeau gepizii sub regele lor Ardaric, precum și o armată ostrogotă condusă de frații Valamir, Theodemir (tatăl regelui Teodoric cel Mare care avea să pună capăt Imperiului Roman Apusean) și Widimer, Scions de Amali. Sidonius Apollinaire oferă o listă mai largă a aliaților: rugianii, gepizii, gelonianii, burgunzii, scirii, bellonotianii, neurianii, bastarnii, thuringienii, bructeriii și câțiva franci care trăiau pe râul Neckar.
Cu toate acestea, numărul participanților la luptă, este în întregime speculativ. Iordanes raportează numărul de morți din această bătălie ca fiind 165.000, cu excepția victimelor rezultate din încăierarea precedentă dintre franci și gepizi. Hydatius, un istoric care a trăit în timpul invaziei lui Attila, raportează numărul de 300.000 de morți. Nicio sursă primară nu oferă o estimare pentru numărul de participanți.
Cifrele lui Iordanes și Hydatius sunt neverosimil de mari. Observațiile lui Thompson într-o notă de subsol: „Mă îndoiesc că Attila ar fi alimentat o armată de 30.000 de oameni. Ca o referință, în secolul al treilea timpuriu, Imperiul Roman a menținut treizeci și trei de legiuni, cu puțin sub minim de 5.200- 171.600 de oameni; dacă urmăm ipoteza generală că numărul personalului auxiliar era potrivit numărului de legionari, apoi se adaugă Garda pretoriană cu 15.000 de oameni și șase cohorte urbane, care totalizau 9000, vom constata că Imperiul a avut un total de 395.000 soldați în teritoriile sale. Totuși, în secolul al III-lea numărul personalului auxiliar a fost mai mare decât cel al legionarilor cu 50.000 și cifrele date de către Thompson nu includ amiralii și marinarii. Harl estimează ca fiind 481.000. Există multe estimări care indică dimensiunea forțelor armate sub Dioclețian, care variază între 389.000 la 645.000 (Agathias). Ideea este că, în Occident, armata romană în anul 450 d.Hr. reprezenta jumătate din efectivul total al armatei existent cu 50 de ani mai înainte.”
Presupunând că forțele hunilor au fost aproximativ de aceeași mărime ca și armata romano-gotică, numărul total implicat în luptă este sub 100.000 de combatanți.

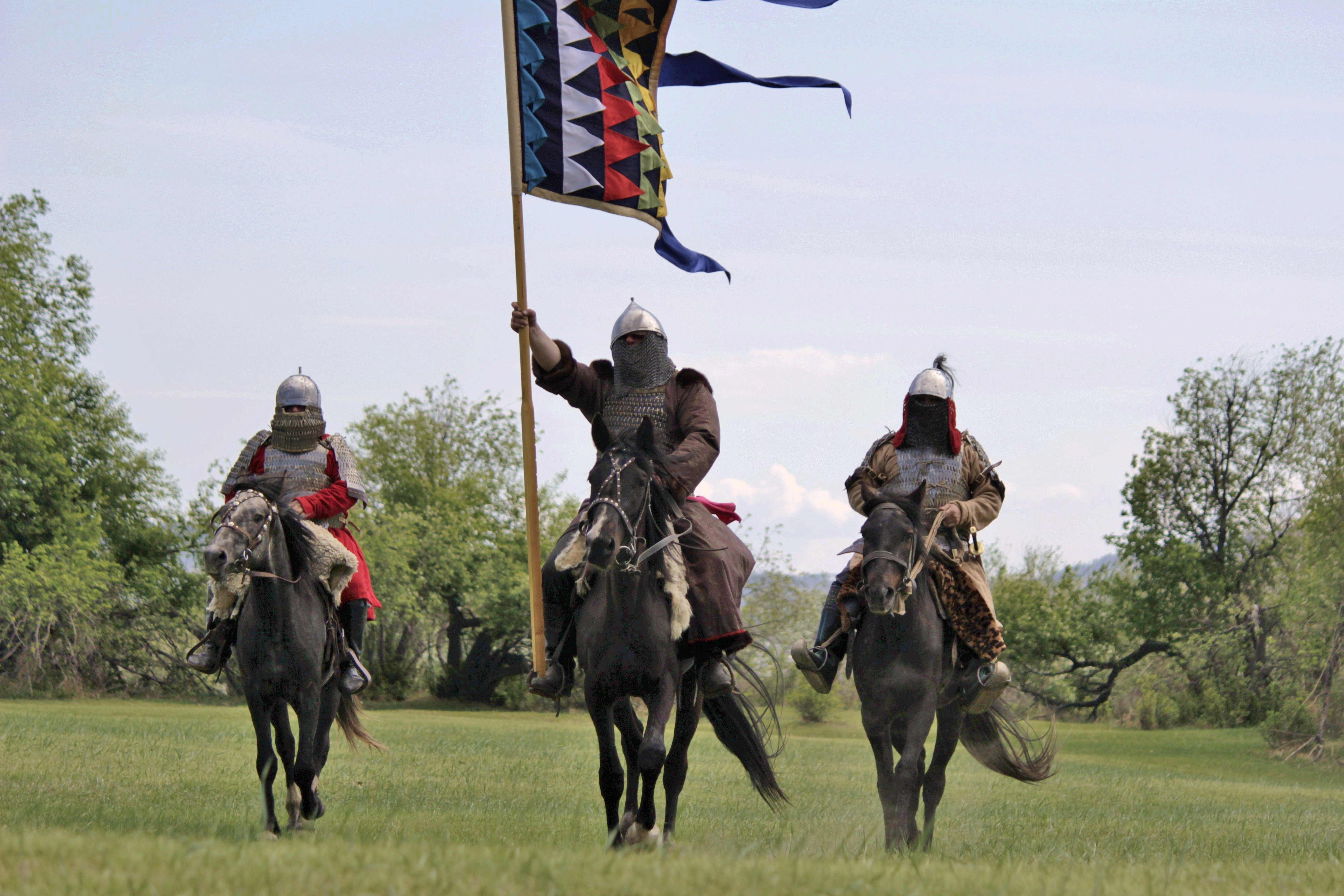

### Desfășurarea bătăliei
La aflarea veștii, comandantul suprem al armatei (Magister militum) Flavius Aetius a plecat imediat din Italia spre Galia. Conform spuselor lui Sidonius Apollinaris, Aetius era în fruntea unei forțe compuse din trupe de rezervă (auxiliari) (Carmina 7.329f). A încercat imediat să-l convingă pe Theodoric I să i se alăture. Regele vizigot a decis să-i aștepte pe huni pe teren propriu, după ce a aflat ce oaste mică are Aetius. Aetius l-a convins atunci pe influențabilul magnat local Avitus să-l ajute, iar acesta l-a convins nu numai pe Theodoric să se alăture romanilor, ci și pe alți barbari care locuiau pe teritoriul Galiei (Carmina 7.332-356). Armatele unite au pornit spre Aurelianum, ajungând la destinație în jurul datei de 14 iunie. Conform istoricilor antici și medievali, trupele alane, mai puțin loiale Romei, fuseseră flancate de armata vizigoților lui Theodoric și a fiului său Thorismund, precum și de soldații lui Aetius, pentru a le împiedica o eventuală dezertare. De cealaltă parte, Attila îi preferase pe propriii războinici în centru, flancați în dreapta de trupele gepide și în stânga de ostrogoții conduși de regele Walamir.
Conform autorului lucrării Vita S. Anianus, au ajuns la obiectiv efectiv la ultimul moment posibil. Soldații lui Attila făcuseră deja o breșă în zidurile orașului și unii erau deja în interiorul acestuia. În acel moment, hunii au aflat vestea că o armată ostilă se îndreaptă spre ei. Ei aveau practic orașul sub control, dar a-l păstra însemna să fie asediați în el. Așadar hunii au ridicat tabăra și s-au retras în căutarea unui loc avantajos pentru a rezista urmăritorilor. Theodoric și Aëtius i-au urmărit îndeaproape. Cele două armate s-au ciocnit în cele din urmă la Câmpiile Catalaunice pe data de 20 iunie, dată sugerată inițial de J.B. Bury și de atunci acceptată de mai mulți istorici, deși unele surse susțin data de 20 septembrie.
În noaptea dinaintea bătăliei principale, una din trupele france alăturate romanilor, a dat peste o oaste a gepizilor loiali lui Attila. Jordanes citează un număr de circa 15.000 de morți de ambele părți pentru această luptă (Getica 41.217), dar acest detaliu nu se poate verifica. 
Potrivit obiceiurilor hunice, Attila a cerut preoților să examineze rămășițele unui sacrificiu în dimineața bătăliei. Aceștia au prezis dezastru pentru huni dar că unul din comandanții dușmanilor va fi ucis. Cu riscul vieții sale și sperând că Aetius va fi ucis, Attila a dat ordinul de atac, însă abia la ora a noua (aproximativ ora 15), pentru a profita de apropierea amurgului în cazul unei înfrângeri (Getica 37.196).
După relatarea lui Jordanes, câmpia Catalaunică se înălța pe o parte printr-o pantă abruptă până la o culme. Această caracteristică geografică domina câmpul de luptă, devenind astfel centrul bătăliei. Hunii au ocupat primii partea dreaptă a culmii, apoi romanii partea stângă, creasta rămânând neocupată între cele două armate. (Jordanes explică faptul că vizigoții erau așezați pe flancul drept, romanii pe cel stâng, cu Sangiban, de loialitate îndoielnică și alanii săi, înconjurați, la mijloc.) Când hunii au încercat să ocupe poziția centrală decisivă, au fost împiedicați de aliații romanilor. Trupele aliații romanilor ajunseseră primele și respinseră înaintarea hunilor. Războinicii huni au fugit în dezordine înapoi către propriile forțe, dezorganizând astfel restul armatei lui Attila (Getica 38). Locația actuală a Câmpiilor Catalaunice nu se cunoaște cu siguranță: istoricul Thomas Hodgkin a plasat terenul lângă Méry-sur-Seine, însă consensul curent plasează locul bătăliei la Châlons-en-Champagne.

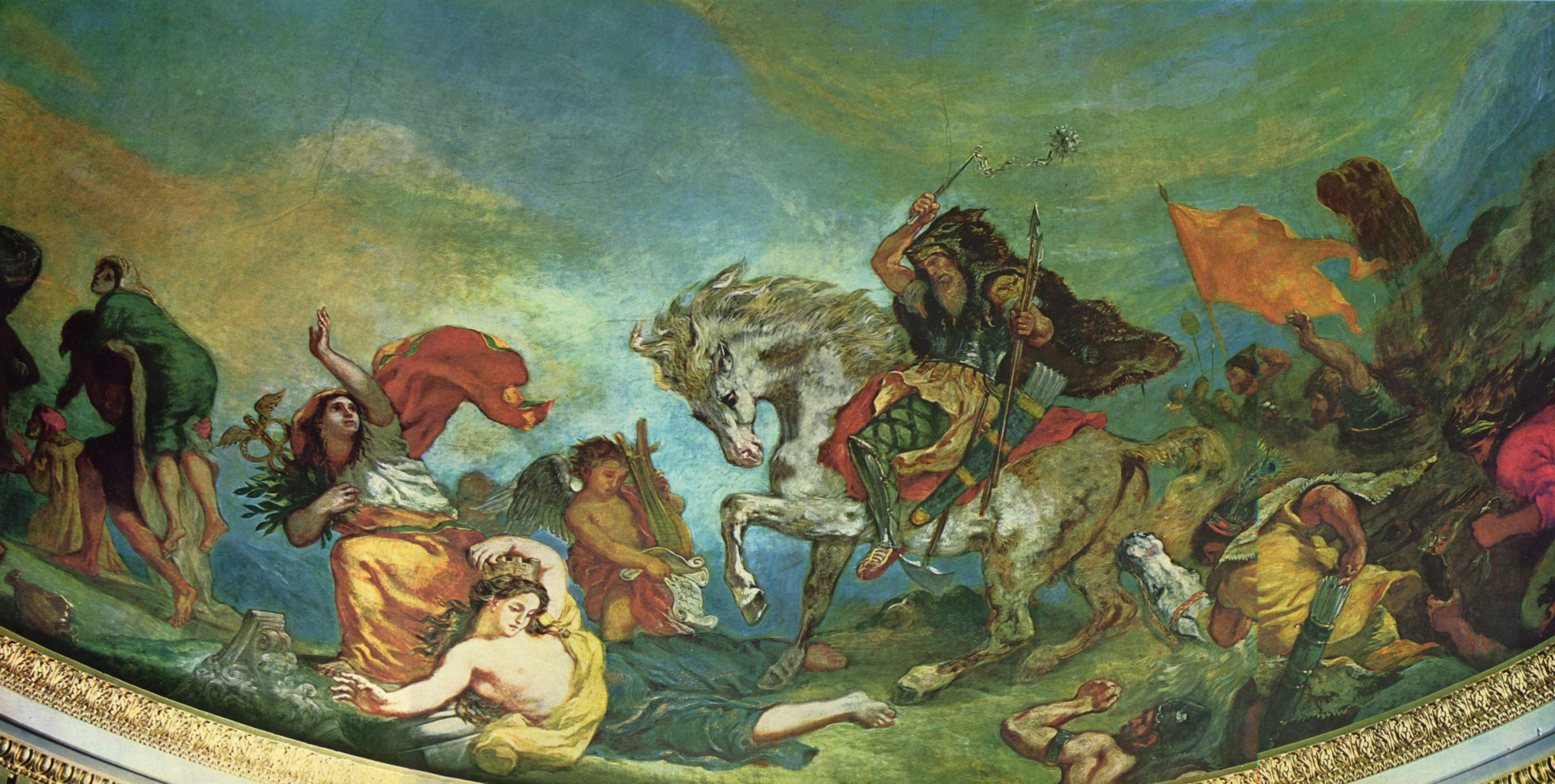

Attila a încercat să mobilizeze forțele sale în luptă ca să mențină poziția sa. Între timp Teodoric, în timp ce îi conducea pe oamenii săi după armata inamică dezordonată, a fost ucis în atac, fără ca oamenii lui să observe moartea regelui lor. Iordanes afirmă că Theodoric a fost lovit de o săgeată, aruncat de pe cal și zdrobit în picioare de propria sa cavalerie care avansa. El menționează, de asemenea, o altă poveste, că Teodoric a fost ucis de lancea ostrogotului Andag. Deoarece Iordanes a servit ca notar fiului lui Andag, Gunthigis, povestea nu pare să aibă credibilitate, această versiune a fost cu siguranță o tradiție pentru mândria familiei. Paradoxal, Aetius interzice soldaților romani să atace trupele gepide mult mai puțin numeroase, așteptând în schimb, retragerea acestora sub presiunea vizigoților. Gestul poate fi pus pe lipsa de încredere pe care generalul roman o avea în propriii săi oameni sau, mai degrabă, pe eventuala precauție în fața viitoarelor conflicte cu actualii aliați.
Vizigoții i-au depășit în viteza pe alani. Attila a fost nevoit să se refugieze în tabăra lui, pe care a fortificat-o. Coaliția Romano-gotică, aparent i-a învins pe huni, când fortul lor a căzut noaptea, Thorismund, fiul regelui Theodoric, revenit în liniile aliate, intră din greșeală în tabăra lui Attila. Acolo a fost rănit în lupta corp la corp ce a urmat, înainte ca adepții lui să-l salveze. Întunericul i-a separat, de asemenea, pe Aetius de proprie sa armată. Fiindcă el se temea că dezastrul s-a abătut asupra lor, și-a petrecut restul nopții cu aliații săi goți.
În ziua următoare, au fost găsite câmpurile de luptă acoperite de cadavre și pe hunii care nu s-au aventurat prea departe, goții și romanii s-au întâlnit pentru a decide mutarea lor viitoare. Știind că Attila a rămas fără provizii și că a fost împiedicat să se apropie de limitele castrului roman, au început să-i asedieze tabăra. În această situație disperată, Attila a rămas în aceeași poziție și a trebuit să se urce pe șa, obligat să-și atace inamicul. Când Attila era înconjurat în propria tabără, acolo unde chiar își pregătise un imens rug din șeile celor căzuți, Flavius Aetius refuză să distrugă ultimele forțe ale hunilor.

În timp ce Attila a fost prins în tabăra lui, vizigoții l-au căutat pe fiul regelui lor care lipsea, Thorismund. După o lungă căutare, au găsit cadavrul lui Teodoric sub o movilă de cadavre și l-au purtat de aici cu melodiile eroice la vederea inamicului. După ce a aflat de moartea tatălui său, Thorismund a vrut să atace tabăra lui Attila, dar Aetius l-a descurajat. Potrivit lui Iordanes, Aetius se temea că dacă hunii ar fi fost complet nimiciți, atunci vizigoții ar renunța la loialitatea lor față de Imperiul Roman și ar fi devenit o amenințare mai gravă. Aetius l-a convins pe Thorismund să se întoarcă rapid acasă și să-și asigure tronul pentru el însuși, înainte ca frații lui să-l preia. În caz contrar, ar rezulta război civil printre vizigoți. Thorismund a revenit rapid la Tolosa (azi Toulouse) și a devenit rege fără nici o rezistență. Grigorie de Tours (Historia Francorum, 2.7) susține că Aetius a folosit aceeași stratagemă ca să-și respingă aliații săi, franci, și să colecteze prada de luptă pentru el însuși. Conștient de faptul că noul lider vizigot va încerca să lupte iarăși împotriva Romei, Flavius Aetius refuză să dea lovitura de grație lui Attila, sperând într-o viitoare alianță cu acesta sau, cel mult, într-o conservare a armatei romane, și așa destul de restrânsă. Nu își putea imagina însă că hunul va ataca din nou Imperiul Roman la numai un an după ce suferise pierderi imense în Bătălia de Chalons (unii istorici vorbesc de peste 100.000 de oameni).
Văzând că vizigoții se retrag, Attila și-a găsit un refugiu, părăsind tabăra. 

## Urmări
La doar un an după înfrângerea de pe Câmpiile Catalaunice, în 452, Attila se vedea nevoit să își țină trupele nemulțumite în frâu, iar singurul mod în care putea face acest lucru, era să le ofere o pradă cât mai bogată. El invadă din nou Italia, distrugând pentru totdeauna orașul Aquileia, devastând Mediolanum (actualul Milano) și chiar gonindu-l pe Valentinian al III-lea din Ravenna. Aetius nu mai putea riposta. Roma, pur și simplu nu își mai permitea să ridice și să întrețină o armată, de aceea a trecut la diplomație. El îl convinge pe Papa Leon I să iasă în întâmpinarea hunului și să îi ceară acestuia pacea în schimbul aurului pe care și-l dorea. 

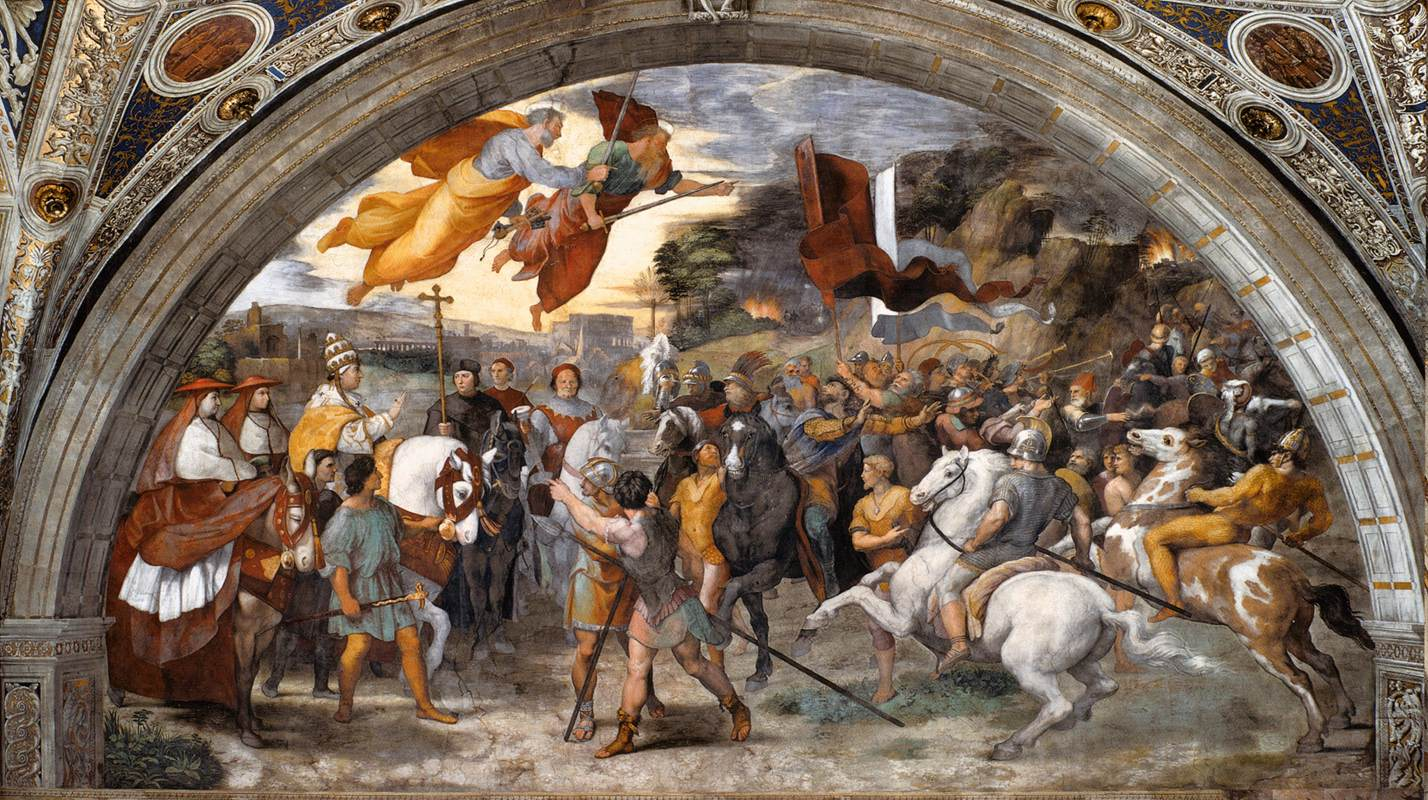

Nu se știe exact de ce Attila nu a profitat de ocazie și cum l-a convins Papa pe Attila să nu atace Roma. Potrivit spuselor lui Attila, nimeni alții decât Sf. Petru și Sf. Pavel i s-au arătat cuceritorului și i-au cerut să-l asculte pe Papa Leon. Altă sursă susține ca Attila era superstițios din cauza numelui Papei pe care îl purta: Leo-Leul. Aceasta este, probabil, un fel de ficțiune menită să salveze aparențele. Este posibil ca în realitate Attila să fi părăsit Italia din trei motive:  
- hunii lui se îmbolnăviseră de ciumă, sufereau și mureau, făcând astfel atacurile dificile;
- el nu se refăcuse după pierderea bătăliei de la Chalons din anul precedent și
- în al treilea rând, Italia suferea din cauza foametei și Attila știa că ar fi fost imposibil să găsească mâncare suficientă ca să-și hrănească hoardele, indiferent câte sate sau ferme ar fi putut captura.

Încă odată, Flavius Aetius reușea să își scape imperiul de la distrugere. Nimeni nu se aștepta însă la sfârșitul misterios al lui Attila. Acesta murea, în anul 453, în noaptea nunții sale cu prințesa de origine germana Ildiko, cel mai probabil din cauza unei hemoragii cerebrale pe fondul consumului excesiv de alcool.
Roma sărbătorea moartea Anticristului și totul părea să se așeze în făgașul normal. Susținuți de intrigile șambelanului Heraclius și ale senatorul roman Peronius Maximus, Valentinian și cu mama sa decid că rolul incomodului Aetius devenise mult prea important și că renumele său risca să destabilizeze situația, și așa fragilă, a familiei imperiale. La 21 decembrie 454, Valentinian îl convocă pe Aetius la o întrevedere privind problemele financiare ale Romei și, într-un moment de neatenție al acestuia, îl înjunghia mortal. La doar șase luni de la asasinarea lui Aetius, Valentinian al III-lea cădea victimă a unui atentat pus la cale de același senator Flavius Anicius Petronius Maximus. În momentul uciderii sale, nici un soldat din garda imperială nu a intervenit pentru a-l salva pe monarh. Asasinii erau doi dintre prietenii huni ai lui Flavius Aetius. Peste numai 22 de ani de la moartea generalului Aetius, Imperiul Roman de Apus dispărea pentru totdeauna din istorie.